# Вайда кримська
Вайда кримська (Isatis taurica) — вид квіткових рослин родини капустяних (Brassicaceae).

## Біоморфологічна характеристика
Це дворічна рослина 35–100 см. Пелюстки до 2.5 мм. Стручечки 3–4 мм завдовжки, лінійно-довгасті, майже в 5 разів довші за ширину, тупі, до основи звужені.

## Поширення
Росте в Криму й Північному Кавказі.
В Україні росте на оголеннях вапняку та на сухих степах — на півдні Степу (Одеська, Херсонська, Донецька обл.), у Криму в передгір'ях та ок. Ялти.